# Sân bay Tam Nguyên Phổ Thông Hóa
Sân bay Tam Nguyên Phổ Thông Hóa (tiếng Trung: 通化三源浦机场) (IATA: TNH, ICAO: ZYTN), còn được gọi là Sân bay Lục Hoà Thông Hóa, là một sân bay hỗn hợp quân sự và dân dụng phục vụ thành phố Thông Hóa ở tỉnh Cát Lâm, Trung Quốc. Nó nằm ở thị trấn Tam Nguyên Phổ ở Liễu Hà, 50 km từ trung tâm thành phố. Ban đầu là một sân bay quân sự, nó được xây dựng để chuyển đổi cho mục đích dân dụng bắt đầu vào tháng 10 năm 2009 với tổng vốn đầu tư 370 triệu nhân dân tệ. Sân bay được khai trương vào ngày 18 tháng 6 năm 2014, trở thành sân bay dân sự thứ năm ở Cát Lâm. 